# Write Me Back
Write Me Back  är ett musikalbum av R. Kelly från 2012 som innehåller bland annat låtarna "Share My Love", "When a Man Lies", och "Feelin' Single".

## Låtlista
| Nr           | Titel                | Kompositör                                          | Producer(s)               | Längd |
| ------------ | -------------------- | --------------------------------------------------- | ------------------------- | ----- |
| 1.           | Love Is              | Robert Kelly                                        | R. Kelly                  | 3:30  |
| 2.           | Feelin' Single       | Kelly, Dorrell Mays, Skip Scarborough, Bill Withers | R. Kelly, Bigg Makk       | 3:29  |
| 3.           | Lady Sunday          | Kelly                                               | R. Kelly                  | 3:37  |
| 4.           | When a Man Lies      | Kelly                                               | R. Kelly                  | 3:36  |
| 5.           | Clipped Wings        | Kelly, Campbell                                     | R. Kelly, Warryn Campbell | 3:18  |
| 6.           | Believe That It's So | Kelly                                               | R. Kelly                  | 6:09  |
| 7.           | Fool for You         | Kelly                                               | R. Kelly                  | 3:37  |
| 8.           | All Rounds on Me     | Kelly, Mays                                         | R. Kelly, Bigg Makk       | 4:13  |
| 9.           | Believe in Me        | Kelly                                               | R. Kelly, J. LBS          | 3:55  |
| 10.          | Green Light          | Kelly                                               | R. Kelly                  | 3:52  |
| 11.          | Party Jumpin'        | Kelly                                               | R. Kelly                  | 3:17  |
| 12.          | Share My Love        | Kelly                                               | R. Kelly                  | 3:43  |
| Total längd: | Total längd:         | Total längd:                                        | Total längd:              | 46:20 |

| 13.          | Beautiful in This Mirror | Kelly                                                       | R. Kelly                     | 3:29    |
| 14.          | You Are My World         | Kelly                                                       | R. Kelly                     | 3:19    |
| 15.          | Fallin' from the Sky     | Kelly, Dennis-Manuel Peters, Daniel Coriglie, Mario Bakovic | R. Kelly, T-Town Productions | 3:56    |
| 16.          | One Step Closer          | Kelly                                                       | R. Kelly                     | 6:00    |
| Total längd: | Total längd:             | Total längd:                                                | Total längd:                 | 1:03:07 |